# هدف استراتژیک (نظامی)
هدف استراتژیک (انگلیسی: Strategic goal) در راهبرد طرح عملیات نظامی استراتژیک برای تعریف وضعیت نهایی مطلوب یک جنگ یا یک کارزار استفاده می‌شود. معمولاً یا مستلزم تغییر استراتژیک در موقعیت نظامی دشمن، نیات یا عملیات‌های در حال انجام، یا دستیابی به پیروزی استراتژیکی بر دشمن است که به درگیری پایان می‌دهد، اگرچه هدف را می‌توان از نظر شرایط دیپلماسی یا اقتصاد تعیین کرد، که توسط آن تعریف می‌شود. دستاوردهای صرفاً سرزمینی، یا شواهدی مبنی بر شکسته شدن اراده دشمن برای مبارزه. گاهی اوقات هدف استراتژیک می‌تواند محدود کردن دامنه درگیری باشد.